# ساچیو یوشیدا
ساچیو یوشیدا (انگلیسی: Sachio Yoshida؛ زادهٔ ۶ آوریل ۱۹۸۰) بازیکن فوتبال اهل ژاپن است.
از باشگاه‌هایی که در آن بازی کرده‌است می‌توان به باشگاه فوتبال سانفریس هیروشیما اشاره کرد.